# Influenzavirus A
Influenza A is een griepstam die voorkomt bij vogels en enkele soorten zoogdieren. Het is een geslacht (genus) binnen de Orthomyxoviridae.
Influenza A-virussen zijn antisense enkelstrengs-RNA-virussen ((-)ssRNA).
Subtypes worden met een H- en N-getal benoemd, H van het type hemagglutinine en N van het type neuraminidase antigeen.

## Influenza A door de jaren heen
Onderstaande tijdbalk geeft een indruk van de verschillende pandemieën en uitbraken die het Influenzavirus A-virus heeft veroorzaakt.